# Finanzmarktaufsicht
Finanzmarktaufsicht (oder Finanzdienstleistungsaufsicht) bezeichnet die Staatsaufsicht über Marktteilnehmer, Marktstrukturen und Marktverhalten auf dem Finanzmarkt.
Zu den Finanzmärkten gehören Devisen-, Geld-, Kapital- und Kreditmarkt. International werden diese Teilmärkte des Finanzmarkts durch spezifische Aufsichtsbehörden überwacht, die allgemein die Funktion der Finanzmarktaufsicht wahrnehmen. Diese erfolgt einerseits national durch Aufsichtsbehörden und teilweise auch supranational (Europäische Bankenaufsichtsbehörde). Das Joint Forum ist das wichtigste Fachgremium für die internationale sektorübergreifende Zusammenarbeit im Bereich der Finanzmarktaufsicht. Ihm gehören hochrangige Vertreter von Regulierungsgremien aus dem Banken-, Versicherungs- und Wertpapierbereich sowie Aufsichtsbehörden aus den BCBS-Mitgliedsländern und Australien an. Es befasst sich mit aufsichtsrechtlichen Fragen im Zusammenhang mit Finanzkonglomeraten aller drei Finanzsektoren.

## Modelle
Bei der Finanzmarktaufsicht konkurrieren zwei Modelle miteinander. Teilweise übernehmen in den Staaten verschiedene Behörden die Aufsicht für verschiedene Bereiche des Finanzmarktes wie Banken, Börsen, außerbörslicher Wertpapierhandel, Versicherungen, Rückversicherungen, Bausparkassen, Pensionsfonds, Vermögensverwalter, Finanzmakler, Finanzvertriebe etc.
In anderen Ländern überwacht und reguliert eine einzige Behörde den gesamten Finanzmarkt. Letzteres Modell wird als Allfinanzaufsicht bezeichnet. In Irland z. B. besteht die Finanzmarktaufsichtsbehörde als allzuständige Abteilung Financial Regulator der aus Nationalbank und Aufsichtsbehörde gebildeten Central Bank and Financial Services Authority of Ireland.
Da regelmäßig auch die Nationalbanken Kontrollbefugnisse gegenüber den Banken haben, spricht man meist auch dann, wenn es solche Befugnisse und zusätzlich eine Finanzmarktaufsichtsbehörde gibt, von Allfinanzaufsicht.
Unregulierte oder wenig regulierte Bereiche des Finanzmarktes werden in Deutschland als Grauer Kapitalmarkt bezeichnet.
In den letzten Jahren gab es im Hinblick auf die Globalisierung der Finanzmärkte Bestrebungen die Regeln für die Finanzmarktaufsicht international zu vereinheitlichen. Eine wesentliche Rolle spielte dabei die Bank für Internationalen Zahlungsausgleich mit dem Basel Committee on Banking Supervision (Basler Komitee für Bankenaufsicht) und dem Financial Stability Institute (FSI). Ein wichtiges Resultat dieser Bestrebungen ist das Basel II genannte Regelwerk Rahmenvereinbarung „Internationale Konvergenz der Eigenkapitalmessung und Eigenkapitalanforderungen“.
Die traditionellen Zweige der Finanzmarktaufsicht Bankenaufsicht, Versicherungsaufsicht, Börsen- und Wertpapieraufsicht, Pensionskassenaufsicht hatten sich zum Teil zu internationalen Vereinigungen zusammengeschlossen, insbesondere:
- Internationale Vereinigung der Versicherungsaufseher (IAIS)
- Internationale Organisation der Wertpapieraufsichtsbehörden (IOSCO)
- Ausschuss der europäischen Wertpapierregulierungsbehörden (CESR)
- European Insurance and Occupational Pensions Committee (EIOPC)

## Geschichte
Bis in die 1920er-Jahre gab es praktisch keine staatliche Finanzmarktregulierung. Die Bankeigentümer trugen praktisch das Alleinrisiko für ihre Geschäfte und allfälliger Verluste. Um vom Markt allgemein als seriöse Geschäftspartner anerkannt zu sein, verfügten die Banken damals, im Vergleich zu heute, über eine wesentlich höhere Eigenkapitalquote und ein konservatives Risikomanagement. Nach dem erfolglosen Versuch, meist fremdfinanzierte, spekulative Wertpapiere bzw. Aktien gewinnbringend auch unter die breite Masse, bzw. Millionen von Klein- und Kleinstanlegern zu streuen, kam es zur großen amerikanischen Börsenkrise von 1929, siehe Schwarzer Donnerstag, die in den USA zur Großen Depression und weltweit zur Weltwirtschaftskrise führte. Dies war die Geburtsstunde der Idee einer staatlichen Finanzmarktregulierung, eines erdachten staatlichen Kontroll- und Aufsichtsmechanismus, der dazu führen sollte, dass mit dem Staat letztlich auch seinen Bürgern, in Bezug auf (spekulative) Bankgeschäfte, eine Form von Mitverantwortung zufiel. Dieses System wurde von den USA aus, innerhalb kürzester Zeit, in UK und anderen Staaten, vor allem Industriestaaten, implementiert und existiert, in jeweils adaptierter Form, bis heute.
Spekulationsblasen haben schon öfter in der Geschichte zu schweren finanziellen Krisen und Wirtschaftskrisen geführt, wie in jüngerer Zeit z. B. die New-Economy-Blase im Jahre 2000 oder die Immobilienblase im Jahr 2007. Seit der Einführung der staatlichen Finanzmarktaufsicht ist allgemein die Eigenkapitalquote von Banken hochsignifikant gesunken, das Risiko von (neu erdachten) Finanzprodukten gestiegen, die Bonifikationsberechtigung auch auf eine immer größer werdende Anzahl von unselbständigen Finanzmarktbeschäftigten ausgedehnt worden, und unterschiedlichste Bankspekulationsverluste gelten nicht mehr als (ausschließliche) Sache der Bankeigentümer, sondern auch des Staates bzw. der Steuerzahler (siehe z. B. Bankenrettung nach der Finanzkrise ab 2007, im weiteren Sinn Griechische Staatsschuldenkrise ab 2010).

## Organisation
Die Verfolgung des Ansatzes einer Allfinanzaufsicht wird nicht in allen Ländern durchgeführt. Teilweise ist die Aufsichtsbehörde auch bei der jeweiligen Zentralbank angesiedelt. Davon ausgehend ist die Allfinanzaufsicht die Zusammenlegung der Aufsicht von Banken, Versicherungen und Wertpapierhandel- und -dienstleistung in einer Finanzaufsichtsbehörde. Als Beispiel für so eine integrierte Aufsichtsbehörde sind die skandinavischen Länder und Singapur, in denen schon seit vielen Jahren diese Behörde gegründet wurde. Die Einführung einer solchen Praxis wurde auch später in anderen Ländern nachgefolgt, wie in Großbritannien seit 1985, Deutschland und Österreich seit 2002, Liechtenstein seit 2005, in der Schweiz seit 2009 etc.
Darüber hinaus besteht die Behörde aus verschiedenen Organen, die die Aufsicht führen. Hinsichtlich der deutschen Bundesanstalt für Finanzdienstleistungsaufsicht wird die Behörde durch verschiedene Gremien unterstützt, kontrolliert oder beraten. Als Beispiel dafür ist der Verwaltungsrat, der die Geschäftsführung überwacht. Weiterhin übernehmen die verschiedenen Beiräte (Fachbeirat, Versicherungsbeirat, Wertpapierbeirat und Übernahmebeirat) hauptsächlich beratende Funktionen. Das Forum für Finanzmarktaufsicht ist zuständig für die Koordinierung der Zusammenarbeit der BaFin mit der Deutschen Bundesbank bei der Bankenaufsicht oder hilft ihr beratend bei der Allfinanzaufsicht.

## Aufgaben und Instrumente
- Risiko- und Finanzmarktanalysen

Hier ist es besonders die Beschäftigung mit Finanzmarktfragen, Immobilienrisiken und Bilanzierung von Banken und Versicherungen. Durch Beobachtung und Analyse der Entwicklungen auf den nationalen und internationalen Finanzmärkten können aktuelle Entwicklungen zeitnah in die Aufsichtspraxis übernommen werden.
- Verbraucher- und Anlegerschutz

Konkrete Anfragen und Beschwerden zu Banken, Finanzdienstleistern und Versicherungen werden bearbeitet. Dadurch kann das Verhalten des Unternehmens gegenüber seinen Kunden geprüft werden und eventuelle Schwachstellen in der Organisation gefunden werden.
Davon ausgehend ist man auch für die Zertifizierung der Altersvorsorgeverträge und die bestehenden Sicherungseinrichtungen (Einlagensicherungs- und Entschädigungseinrichtungen) hier zuständig.
- Integrität des Finanzsystems

Durch weitreichende Ermittlungs- und Eingriffskompetenzen der Bundesanstalt wird die Einhaltung des Verbots überwacht, ob Bank-, Finanzdienstleistungs- und Versicherungsgeschäfte mit staatlicher Erlaubnis betrieben werden. Diese Überwachung erfolgt mit Hilfe der umfassenden Auskunfts- und Vorlagepflichten der Unternehmen, der vor Ort ohne Vorankündigung Prüfung des Unternehmens, der ohne richterliche Anordnung möglichen Durchsuchung der Geschäftsräume und Sicherstellung des Beweismaterials.
- Prävention von Geldwäsche und Terrorismusfinanzierung

Verhinderung der Transaktionen mit kriminellem Hintergrund wie z. B. Geldwäsche und Terrorismusfinanzierung und der Beitrag zur Aufdeckung und Bekämpfung dieser gehört zur ordnungsgemäßen Geschäftspolitik aller Unternehmen im Finanzsektor. Da diese kriminellen Vorgänge zur Bedrohung der Solidität eines missbrauchten Instituts führen und gefährlich für die Integrität und Stabilität des gesamten Finanzplatzes sein können, wurde schon 1991 die erste EG-Geldwäscherichtlinie nicht nur an Kreditinstitute, sondern auch an Finanzdienstleistungsinstitute und Versicherungen gerichtet. Später wird der Anwendungsbereich auf andere Berufsgruppen erweitert. Dies ist als Folge der vom Jahr 2001 Zweiten und vom Jahr 2005 Dritten Geldwäscherichtlinien. Dabei wird auf risikoorientierter Basis Transparenz in den Geschäftsbeziehungen und Finanztransaktionen gezielt.
- Zusammenarbeit der BaFin mit der Deutschen Bundesbank

Ihre gemeinsame Arbeit besteht vor allem darin, die Institute zu überwachen. Diese laufende Überwachung beinhaltet sowohl die Auswertung der Unterlagen, die von den Institutionen eingerichtet wurden, als auch der Prüfungsbereiche nach § 26KWG und der Jahresabschlussunterlagen. Dazu zählen auch die Durchführung und Auswertung der bankgeschäftlichen Prüfungen zur Beurteilung der angemessenen Eigenkapitalausstattung und Risikosteuerungsverfahren der Institute und das Bewerten von Prüfungsfeststellungen. Da die Deutsche Bundesbank mit der Hauptverwaltung über den notwendigen Unterbau verfügt, ist sie vor Ort handlungsfähig und hat aber die Richtlinien der BaFin zu behalten.

## Institutionelle Struktur der Finanzmarktaufsicht in Bezug auf Europa
In Europa gibt es keine Europäische Finanzmarktagentur, die allein die Finanzmarktaufsicht übernimmt, sondern jeder Mitgliedstaat hat die Verantwortung für die Überwachung seines eigenen Marktes und seine eigene Regulierungsphilosophie. Davon ausgehend kann die Finanzmarktaufsicht in Europa als ein Netzwerk verschiedener Organisationen, formeller und informeller Zusammenkünfte auf nationaler und europäischer Ebene bezeichnet werden. Man kann bei einem solchen kompliziert strukturierten System zu Schwierigkeiten in Bezug auf Verantwortlichkeit, Entscheidungstransparenz, Haftungsfragen und rechtlicher Kategorisierung der Rechtsakte kommen. Die Tatsache, dass nicht alle Staaten Mitglieder der Europäischen Union sind, trägt zur Variation in der Intensität und Kompetenz der Regulierung der Finanzmärkte bei. Die Finanzmarktaufsicht führen grundsätzlich die Mitgliedstaaten, die die Pflicht zur Koordinierung ihrer Politik hinsichtlich des Ziels der Schaffung eines gemeinsamen Marktes haben und die von den unabhängig von der Struktur der mitgliedstaatlichen Finanzaufsicht EG-Organisationen unterstützt werden.

### Koordinierung der Finanzmarktaufsicht in den Mitgliedstaaten der Europäischen Union
Um sowohl einen gemeinsamen Finanzmarkt, als auch eine einheitliche Geld- und Währungspolitik verwirklichen zu können, basiert die Finanzmarktaufsicht auf den Prinzipien der Stabilität, Minimalharmonisierung, Wettbewerb der Rechtsordnungen, nationalstaatlichen Kontrolle und gegenseitigen Anerkennung. Diese Prinzipien sind aber vielmehr eine Voraussetzung zum Fernziel der Marktintegration. Gerade in diesem Zusammenhang wurde im Jahr 2000 ein Komitee der Weisen Männer unter Vorsitz von Baron Alexandre Lamfalussy gegründet, das als Aufgabe die Untersuchung verschiedener Ansätze zur Steuerung der Regulierungspraxis und -kooperation zwischen den Regulierungsbehörden hatte.
Mit dem so genannten Lamfalussy-Verfahren, das ursprünglich im Wertpapierhandel aber dann auch in allen Bereichen der Finanzmarktaufsicht angewendet wurde, will die Kommission das Verfahren zwischen den nationalen Überwachungsbehörden und dem europäischen Gesetzgeber koordinieren. Die anderen Organisationen, welche eine Pflicht zur Finanzmarktüberwachung haben, wie die Europäische Zentralbank (EZB) und das Europäische System der Zentralbanken (ESZB) bleiben aber unberührt. Die Kommission spielte die Rolle eines Rahmengesetzgebers und eines ausführenden und überwachenden Organs, indem die vom Rat und seinen entsprechenden Komitees unterstützt wird.
Die Hauptaufgabe des ESZB besteht darin, Gewährleistung von Preisstabilität zu schaffen oder anders gesagt, es übernimmt die Kontrolle der Inflation. Damit wird die Verpflichtung des ESZB zur Finanzmarktaufsicht nur auf die Staaten beschränkt, die Mitglieder der Eurozone sind.
Die EZB als Mitglied des ESZB hat aber die Handlungen des ESZB auszuführen, demzufolge wird die Aufgabe des ESZB zur Unterstützung der Finanzmarktaufsicht von Kreditinstituten und der Stabilität des Finanzmarktsystems auch auf die EZB übertragen. Die Aufsichtsfunktionen der EZB bleiben aber auch wie beim ESZB unbeschränkt in den Mitgliedstaaten der Eurozone. Darüber hinaus darf die EZB an der Finanzmarktüberwachung der Mitgliedstaaten, die den Euro sowohl als Zahlungsmittel, als auch als nicht Zahlungsmittel nutzen, nur beratend teilnehmen. Diejenigen Mitglieder, die den Euro nicht als Währung haben, bleiben aber vom ESZB unberührt.

## Internationalisierung

### Abkommen und Institutionen
Seit langer Zeit gibt es viele global tätige Finanzmarktakteure. Obwohl es keinen weltweit verbindlichen Rahmen gibt, entwickeln sich die Märkte über die Grenzen hinweg. Wie es schon erwähnt wurde, gibt es innerhalb der EU mit Hilfe des Lamfalussy-Verfahrens verbindliche Regeln, die die Beaufsichtigten einhalten müssen. Auf globaler Ebene gibt es aber kein vergleichbares Rechtssystem. Demzufolge haben sich verschiedene Gremien und Kooperationen entwickelt, um das Bedürfnis nach internationaler Harmonisierung und nach einem verlässlichen Rechtsrahmen zu befriedigen. Als Beispiel sind Memoranda of Understanding (MoU), die zur Schaffung vom rechtlichen Rahmen für eine effiziente Heimatlandaufsicht über grenzüberschreitend tätige Unternehmen bringen. Weiterhin nimmt die BaFin an vielen internationalen Gremien teil und bringt zur Schaffung eines einheitlichen europäischen Finanzmarktes, zur Gestaltung weltweiter Aufsichtsstandards bei und vertritt die Interesse des Finanzplatzes Deutschland. Dabei sind als Beispiele die sektorspezifischen Gremien auf europäischer Ebene wie Committee of European Banking Supervisors (CEBS), Committee of European Insurance and Occupational Pensions Supervisors (CEIOPS) und Committee of European Securities Regulators (CESR) sowie auf internationaler Ebene International Association of Insurance Supervisors (IAIS), International Organization of Securities Commissions (IOSCO) und natürlich nicht zuletzt der Basler Ausschuss für Bankenaufsicht. Eine wesentliche Rolle spielte dabei die Bank für Internationalen Zahlungsausgleich mit dem Basel Committee on Banking Supervision (Basler Komitee für Bankenaufsicht) und dem Financial Stability Institute (FSI). Ein wichtiges Resultat dieser Bestrebungen ist das Basel II genannte Regelwerk Rahmenvereinbarung "Internationale Konvergenz der Eigenkapitalmessung und Eigenkapitalanforderungen". Eine Liste von staatlichen Aufsichtsinstitutionen findet sich unter Liste von Finanzaufsichtsbehörden.

### Koordinierung im Basler Ausschuss für Bankenaufsicht
Als das wichtigste internationale Gremium zur Koordinierung der Aufsichtsstandards im Bankensektor hat das Basler Komitee das Ziel, wirksame Aufsichtsstandards zu erarbeiten, die eine vollständige und angemessene Überwachung der international tätigen Banken ermöglichen. Im Mittelpunkt der Standards steht die Festlegung von Eigenkapitalanforderungen der Banken. Durch die Kontakte aller Staaten strebt der Basler Ausschuss nach einer Durchsetzung von universellen Standards.
Die Einführung der neuen Basler Eigenkapitalakkord (Basel II) zielt die Aufstellung präzisere Anforderungen, die dem individuellen Risiko angepasst werden. Als Voraussetzungen dafür sind sowohl die Zulassung interner Risikomethoden als auch die weitreichende Anerkennung privatrechtlicher Sicherungsinstrumente wie bestimmte Kreditsicherheiten, Nettingvereinbarungen oder Kreditderivate und Risikotransfervereinbarungen wie Securisation.
Nach Basel II wird die Aufsicht der Banken in drei Säulen geteilt (Drei-Säulen-Modell). Die erste Säule umfasst die verfeinerte Eigenkapitalanforderungen, die von zwingenden gesetzlichen Vorgaben und internem Risikomanagement durchgesetzt wird. Die zweite Säule beschäftigt sich mit der Beaufsichtigung durch die nationalen Aufsichtsbehörden, die die staatliche Einhaltung der Eigenkapitalanforderungen überwachen und geeignete Verfahren und Techniken des Risikomanagements entwickeln. Schließlich sorgen die weitreichenden Publizitätspflichten der Banken in der dritten Säule für Transparenz auf den Kapitalmärkten.

## Nationales

### Deutschland
Eine staatliche und umfassende Aufsicht über alle Banken war die Folge der Bankenkrise von 1931. Als Grundstein dieser einheitlichen staatlichen Aufsicht wurden zahlreiche Notverordnungen erlassen, die zur Stabilisierung im Finanzsektor führen sollten. Später wurde das Kreditwesengesetz (KWG) eingebracht, mit dem eine allgemeine kodifizierte Bankenaufsicht begonnen hat, deren Grundprinzipien teilweise bis heute eingehalten werden. Verantwortlich für die Bankenaufsicht war die Bundesaufsichtsamt für das Kreditwesen (BAK).
Darüber hinaus entstand die Versicherungsaufsicht mit dem am 1. Januar 1902 in Kraft getretenen Reichsgesetz, mit dem auch das Kaiserliche Aufsichtsamt für Privatversicherung geschaffen wurde. Nach der Unterbrechung der Weiterentwicklung der Versicherungsaufsicht durch den Ersten Weltkrieg wurde die Behörde in Reichsaufsichtsamt für Privatversicherung und später in Reichsaufsicht für Versicherungswesen umbenannt. Nachdem die einheitliche Aufsicht mit dem Ende des Zweiten Weltkriegs zusammengebrochen war, wurde das Bundesaufsichtsamt für das Versicherungs- und Banksparwesen (BAV) errichtet.
Der jüngste Aufsichtszweig in Deutschland, nämlich die Wertpapieraufsicht, entstand mit dem im Jahre 1994 verabschiedeten Zweiten Finanzmarktförderungsgesetz, dessen Ziel die Sicherung der Funktionsfähigkeit und der internationalen Wettbewerbsfähigkeit des deutschen Finanzplatzes war. Demzufolge wurde 1995 das Bundesaufsichtsamt für den Wertpapierhandel (BAWe) gegründet, das auf dem Wertpapierhandelsgesetz (WpHG) basierte. Als Aufgabe hatte die Behörde die Sicherung der Integrität und Transparenz des Kapitalmarktes.
Schließlich wurden im Jahre 2002 die drei Aufsichtsbehörden verbunden und daraus die Bundesanstalt für Finanzdienstleistungsaufsicht (BaFin) gebildet. Die BaFin ist zuständig für die Sektoren des Banken-, des Versicherungs- und des Wertpapierhandels. Rechtsgrundlage ist seitdem das Finanzdienstleistungsaufsichtsgesetz – FinDAG. Die Bankenaufsicht dient vornehmlich der Sicherheit der den Kreditinstituten anvertrauten Vermögenswerte sowie der Stabilität des Bankensystems, wobei überprüft wird, ob ausreichende finanzielle Mittel zur Verfügung stehen und der Geschäftsbetrieb ordnungsgemäß organisiert wird. Da auch die Versicherungsunternehmen dauerhaft in der Lage sein sollen, im Versicherungsfall ihre Leistungen zu erbringen, achtet die BaFin darauf, dass sie die eingegangenen Risiken angemessen bewerten und damit korrelierend die finanziellen Mittel vorhalten. Mit der Wertpapieraufsicht soll fairer und reibungsloser Handel mit Wertpapieren gewährleistet werden, ebenso Anlegerschutz und die Abwehr von Insiderhandel und Marktmanipulationen.

### Österreich
In Österreich wird der Begriff in der Regel als Abkürzung für den vollen Namen der zuständigen Behörde, der Finanzmarktaufsichtsbehörde (FMA), verwendet.

### Liechtenstein
In Liechtenstein ist die FMA Finanzmarktaufsicht Liechtenstein die zuständige Behörde für die Finanzmarktaufsicht.

### Schweiz
In der Schweiz übernimmt die Eidgenössische Finanzmarktaufsicht (FINMA) die Aufsicht und Kontrolle aller Bereiche des Finanzwesens. Sie entstand aus einer Zusammenführung der Eidgenössischen Bankenkommission (EBK), des Bundesamtes für Privatversicherungen (BPV) und der Kontrollstelle für die Bekämpfung der Geldwäscherei (Kst GwG), und nahm ihre Arbeit am 1. Januar 2009 auf. FINMA ist eine institutionell, funktionell und finanziell unabhängige Behörde, die die Kontrolle über Banken, Versicherungen, Börsen, Effektenhändler, kollektive Kapitalanlagen, deren Vermögensverwalter und Fondsleitungen sowie Vertriebsträger und Versicherungsvermittler übt. Zu den weiteren Aufgaben der FINMA gehören der Schutz der Gläubiger, Anleger und Versicherten sowie die Aufrechterhaltung der Funktionsfähigkeit der Finanzmärkte. Sie steht im ständigen Kontakt mit verschiedenen nationalen wie internationalen Institutionen, Verbänden und Konsumentenschutzorganisationen. Sie arbeitet außerdem mit ausländischen Aufsichtsbehörden zusammen, z. B. bei der Abwicklung von Finanzinstituten, und leistet auch Amtshilfe.